# Nikischkina
Die Nikischkina (russisch Никишкина) ist ein etwa 109 km langer linker Nebenfluss des Kemtschug in Westsibirien in der russischen Region Krasnojarsk.

## Verlauf
Der Flusslauf liegt am Südostrand des Westsibirischen Tieflands in den Rajons Kosulski und Biriljusski. Die Nikischkina entspringt knapp 30 km nördlich von Kosulka auf einer Höhe von etwa 400 m. Sie fließt in überwiegend nördlicher Richtung durch das Tiefland. Bei Flusskilometer 53 trifft die 35 km lange Beresowka (Березовка), der bedeutendste Nebenfluss, von rechts auf die Nikischkina. Bei Flusskilometer 8 fließt die Nikischkina östlich an der Siedlung städtischen Typs Rasswet vorbei und mündet schließlich auf einer Höhe von 195 m in den nach Westen strömenden Kemtschug. Die Nikischkina weist entlang ihres gesamten Flusslaufes zahlreiche enge Flussschlingen auf. Außer den beiden Weilern Trudnowo und Turgenewo liegen neben Rasswet keine weiteren Siedlungen entlang des Flusslaufes. 

## Hydrologie
Das größtenteils unbewohnte Einzugsgebiet der Nikischkina umfasst etwa 636 km². Es grenzt im Osten an das des oberstrom gelegenen Kemtschug sowie im Westen an das der Surasowka. Pegelmessungen an Nachbarflüssen lieferten als Ergebnis, dass etwa 60 Prozent des Jahresabflusses im Monat Mai auftreten.